# Мідзухо (Токіо)

35°46′19″ пн. ш. 139°21′14″ сх. д. / 35.77194° пн. ш. 139.35389° сх. д.
Мідзухо́ (яп. 瑞穂町, みずほまち, МФА: [mʲid͡zuho mat͡ɕi̥]) — містечко в Японії, в повіті Нісі-Тама префектури Токіо. Станом на 1 жовтня 2008 площа містечка становила 16,83 км². Станом на 1 січня 2009 населення містечка становило 33 295 осіб.